# GATEPAC
GATEPAC (Grupo de Artistas e Técnicos Espanhois Para a Arquitectura Contemporânea) foi um grupo de arquitectos reunidos durante a Segunda República Espanhola. Os membros mais relevantes foram Fernando García Mercadal, Josep Lluís Sert, Josep Torres Clavé e Antoni Bonet Castellana. O grupo formou-se na década de 1930.